# Rodolfo «Cholo» Montironi
Rodolfo Miguel Cholo Montironi (Rosario, 4 de diciembre de 1931) es un bandoneonista, director de orquesta, arreglador y compositor argentino.
Fue el primer bandoneón de Enrique Mario Francini, Carlos García, Armando Pontier y Domingo Federico.

## Biografía
Su familia vivía en Pueblo Paganini (actual ciudad de Granadero Baigorria, al norte de Rosario. Nació en el hospital Centenario (en Rosario). Vivió toda su vida en Granadero Baigorria.
A los cinco años de edad, su madre le regaló un bandoneón de origen alemán.
Comenzó a estudiar bandoneón con Jesús Ángel Videla, vecino de su hogar y a realizar actuaciones familiares y escolares durante los días festivos.
Una tarde de diciembre de 1939 ―a los ocho años de edad― debutó en el programa radial La hora de todos, por LT3 Radio Cerealista, de la ciudad de Rosario.
En 1940 empezó a tomar clases con el excelente bandoneonista Julio Barbosa, quien ―junto a Antonio Ríos y Julio Ahumada― fue uno de los mejores instrumentistas tangueros de Rosario.
Tocó con la orquesta de Vicente Viviano en los carnavales de 1941 en el club Echesortu, actuando con libreta de menor.
En 1942 debutó con la orquesta típica Astral, dirigida por Nicolás Trivisonno y Adolfo Moriconi.

A los 11 o 12 yo era un pibe y tocaba en la calle. Ganaba cuatro o cinco pesos por día y a mi viejo le pagaban un peso como operario en Celulosa Argentina. [...] Siempre viví de la música. Mi mujer me dice siempre: «Con ese cajoncito le empataste a Dios».
Cholo Montironi

En 1944, Julio Barbosa formó su propia orquesta y lo invitó a tocar con él. Tocaban regularmente en LT3 Radio Cerealista y en el bar El Cairo (en el centro de Rosario).
Después formó parte de la orquesta de Leopoldo Líberjen, con el cantor de tangos Carlos Roldán. Actuaban en el Edén Bar y en LT2 Radio Rosario.
Aprendió los secretos del bandoneón para tango con Antonio Ríos:

A Antonio lo conocí acá en el bar El Cairo, estábamos tocando con Plano, y Reinaldo Cassano me dice: «¿Sabés quién es ese?» ―y me señaló a uno que estaba en una mesa. Era Antonio. Reinaldo empezó a estudiar con él y mejoró muchísimo, por eso me animé y le pedí que me enseñara a mi también.
Cholo Montironi, entrevista personal con Lautaro Kaller

En 1948, Julio Barbosa volvió a formar orquesta y el muchachito de Paganini (la actual ciudad de Granadero Baigorria) fue «número puesto». De esta época, cuenta Montironi:

Yo a Julio [Barbosa] lo quería como un padre. Sabíamos tocar de madrugada en los boliches, en el Sibarita o en el Tolosa (de Presidente Roca y Santa Fe). Ahí se comía bien a esa hora, y sobre todo se tomaba. Nos juntábamos Barbosa, Gonzalito, Antonio Ríos, Carlitos Espinosa, Salvador Donnarumma, yo, y tocábamos en la mesa nuestra. A mí me llevaban veinte años, yo era el niño mimado, siempre que hacían una orquesta me llevaban. Yo era muy técnico pero ellos eran artistas consagrados, tenían su estilo y conocían el tango a fondo, eran artistas además de músicos. Con Julio teníamos por costumbre recorrer todos los boliches. Con traje y corbata, y al volver a la madrugada pasábamos por una confitería para comprar masas para nuestras viejas, y sino flores. Para mí fue como un viejo.
Cholo Montironi, entrevista personal con Lautaro Kaller

En octubre de 1953 ingresó a la orquesta de Antonio Ríos, donde tocó con el bandoneonista José Brondel.
En mayo de 1956, el cantor Alfredo Belusi formó su propia orquesta para presentarse en LT3 Radio Cerealista, y eligió a Montironi como director y arreglador.
En abril de 1958 se incorporó a la orquesta de José Sala. Con él, permaneció hasta 1965, aunque, de modo paralelo, realizó otras presentaciones.
En 1960 integró la orquesta de Jorge Arduh, con actuaciones en Radio El Mundo y emisoras de la ciudad de Córdoba. En noviembre de 1960 hizo presentaciones con el charanguista Jaime Torres y el violinista Antonio Agri. En mayo de 1961 tocó con Franco Corvini.
En 1963 realizó arreglos para el Quinteto Rosarino de Tango. En julio de 1963 entró en la orquesta del bandoneonista Domingo Federico. Durante los carnavales de 1964 formó parte de la orquesta Francini-Stamponi, que se encontraba de visita en Rosario. Hicieron presentaciones en el Club Provincial. En mayo de 1964 dirigió la orquesta de Aldo Calderón, con quienes actuaron en radio LT3.

### La orquesta Discepolín
A mediados de 1964, Montironi formó su orquesta Discepolín, presentándose en radio LT3 y en la confitería Jezabel.
Rodolfo Montironi (bandoneón),
Raúl Ocaña (piano),
Carlos Padula (guitarra),
David Elía (violín),
Domingo Fiore (contrabajo),
Roberto Dumas y Oscar Juárez (cantores).
En los años siguientes alternaron los cantores Ángel Barrios y Raúl Encina.
En 1967 actuó en el Festival de Tango de La Falda (Córdoba), realizó actuaciones en el recientemente creado Canal 5 de televisión (de Rosario.
Tocó con la orquesta de Antonio Ríos, en locales de la ciudad y alrededores, e incluso en provincias vecinas.
En 1968, el Polaco Roberto Goyeneche viajaba con asiduidad a Rosario y tocaba con el Cholo. Juntos realizaron una gira por el norte de la provincia de Santa Fe, Chaco y Corrientes. También compartió escenario con otros mayores del género, como Floreal Ruiz, Miguel Montero y José Libertella.
En 1969 formó un trío con Francisco Tejedor (en piano) y José Ríos (en contrabajo). Se presentaban principalmente en Mi Rincón (en calle Mitre y Córdoba). Acompañaron a cantores como Jorge Valdez, Mario Bustos, etc.
Con el cantor Carlos Budini formaron un dúo para actuar en el cabaret Morocco, donde compartían escenario con Rita la Salvaje.
Trabajó con Raúl Lavié y la esposa de este, Pinky (Lidia Satragno), en un espectáculo de música y poesía. Actuaron en Rosario y ciudades de la provincia de Santa Fe, como Rafaela y Corral de Bustos.
Grabó un disco con su orquesta y con el cantor Luis Correa, con tangos propios cuyas no letras escribió el poeta Francisco Sapietro y el autor y compositor Salvador Vaccaro.

### En Europa
Aquellos eran años difíciles para el tango. El bandoneonista formó parte de diversos conjuntos, constituidos muchas veces con el objeto de cumplir con alguna contratación puntual.
En 1977 viajó con el cantor Alberto Morán en una gira por Estados Unidos. Actuaron en el Madison Square Garden (Nueva York), Walt Disney World (Florida), Hollywood, la cadena de hoteles Holidays Inn y el Club de Las Américas de Miami (Florida). En los siguientes años recorrió prácticamente todos los países de Latinoamérica.
En 1977 realizó presentaciones con Jorge Sobral en Río de Janeiro (Brasil). A la vuelta Montironi formó un trío con Héctor Stamponi (en piano) y Héctor Console (en contrabajo) para acompañar a Jorge Sobral. Debutaron el 4 de enero de 1978 en el local Caño 14, de Buenos Aires. En 1978 los cuatro viajaron a Madrid.
En 1980 grabaron allí el álbum Jorge Sobral en España.
También en España grabó varios álbumes de música de diferentes estilos, y realizó innumerables presentaciones con Raphael, Concha Piquer, álbumes de música infantil, un álbum de jazz con la Orquesta Guardia Gran Canaria. Participó en la ópera rock Evita (de Tim Rice y música de Andrew Lloyd Webber), con Paloma San Basilio, Patxi Andion y la Orquesta Nacional de España, de ochenta y dos integrantes.
En Buenos Aires se incorporó al plantel del local Taconeando, de Beba Bidart. Actuó allí durante cinco años, tocando con Alberto Hidalgo, Omar Murtagh, Eduardo Lettera, José Colángelo y Carlos Rossi. Con este último realizó una gira por el país y en 1984 grabó el álbum A mi manera.

En Taconeando Con Eduardo Lettera

Viajaba regularmente a Europa. En octubre de 1982 presentó el espectáculo Grandes Valores del Tango, en el Palladium Boite (Madrid), y también en el café Trottoirs de Buenos Aires (en París). Se convirtió en director del conjunto estable de este local ―considerado la «catedral del tango» en Europa―, donde conoció a Julio Cortázar, Edgardo Cantón y Susana Rinaldi, entre otros.
Formó dúo con el acordeonista Raúl Barboza.
En 1988 tocó en distintos escenarios franceses con el dúo Salgán-De Lío.
Además, con un quinteto que integraban Osvaldo Montes y Ciro Pérez en guitarra, y en el que alternaba Gustavo Beytelman en piano, se presentaron en el Trottoirs y en el 10.º aniversario del Festival Internacional de Cine de Amiens, en el marco de un homenaje a Carlos Gardel. Allí, la violonchelista Fanette Pelissier se sumó como invitada especial.
En 1988 dirigió en Argentina el conjunto con el que el cantor Ricardo Sivina grabó el LP Adiós Nonino (con música de Astor Piazzolla). El equipo de músicos era un verdadero dream team:
- Francisco Tejedor (piano),
- Rodolfo Montironi (bandoneón),
- Antonio Agri (violín),
- Omar Murtagh (contrabajo),
- Ricardo Sivina (cantor).

Desde comienzos de los años noventa tocó en agrupaciones de jóvenes músicos rosarinos, como por ejemplo, Camandulaje.
En 1994, el Cholo volvió a acompañar a Ricardo Sivina, quien registró su segundo LP. Además, la Secretaría de Cultura de la Municipalidad de Rosario editó un trabajo en el que a su trío se agregó el violín de Antonio Agri con el aporte vocal de Marcos Andino y Ricardo Paradiso.
Mientras tanto, seguía residiendo en Europa buena parte del año, donde protagonizó otros hechos de importancia: actuó en el Olympia de París e intervino como solista en la Orquesta del Capitolio de Toulouse, dirigida por Michel Plasson; se presentó también en Madrid, Barcelona y Granada y como bandoneón solista con la Royal Philharmonic de Londres. Dio conciertos en el Auditorio Manuel de Falla, en la Alhambra de Granada; en el Anfiteatro Romano de Siracusa, en Sicilia; en el Florida Park de Madrid y en Radio France, de París.
El 6 de agosto de 2001 dio un concierto en el teatro Beniamino Gigli, de Porto Recanati (Macerata, Italia) y luego del mismo, Salvattore Pischitelli —asesor de la comuna de Recanati— lo hizo declarar ciudadano ilustre de esa localidad.
El 11 de abril de 2002, el Honorable Concejo Municipal de Granadero Baigorria lo declaró ciudadano ilustre de la ciudad, «en reconocimiento a su excepcional trayectoria artística en nuestra patria, en diversos países de América y del mundo».
El 28 de mayo de 2004, el Honorable Concejo Municipal de Rosario lo declaró Artista Distinguido de la Ciudad.
El 23 de septiembre de 2004, la Municipalidad de Rosario sancionó el decreto n.º 24478 mediante el cual se denominó con el nombre de «Rodolfo “Cholo” Montironi» a la esquina de la avenida Aristóbulo del Valle y calle Pueyrredón, en pleno barrio Pichincha.
En 2005 se destacó su presentación en el Ariston, de Milán, junto, a la pianista rosarina Bárbara Varassi y a Alfonso Pacín (violín y guitarra).
En 2005 volvió al estudio de grabación, dirigiendo el acompañamiento del vocalista Germán Becker (1980-).
Durante los años siguientes continuó visitando con su bandoneón distintos países a la vez que intensificó su actividad docente.
En julio de 2006 grabó el disco París-Rosario, acompañado por la guitarra de Alfonso Pacín, en el estudio Lo Pacín, en Romainville (París).
Tocaron obras de Gardel, Piazzolla, Lennon-McCartney, Charles Aznavour.
En 2010 la Fundación Musimedios y la Secretaría de Cultura de Rosario editaron este CD.
Tocó con Tony Bennett, y fue solista de la Orquesta Filarmónica Real de Londres y de la Orquesta Sinfónica de Francia.
En una entrevista en 2010, comentó que ha realizado 64 viajes a Europa y 9 a Estados Unidos, y que además, ha tocado en Argelia, China y Japón.
El 24 de agosto de 2012, la Cámara de Diputados distinguió a Montironi como Mayor Notable de la Argentina en el Salón de Pasos Perdidos del Congreso Nacional (Buenos Aires).
Se sigue presentando en diferentes locales de Rosario con su trío, formado por Javier Martínez Lo Ré (en piano) y Rubén Molino (en contrabajo), y cuenta alternativamente con Rodolfo Demar, Gaby Estrada y Leonel Capitano como vocalistas y con Ernesto Renzi como recitador.
Él y su familia son hinchas del club de fútbol Rosario Central.

## Tangos
- Cinco lucas
- Che Satán
- Un kilo de nada
- ¿Qué pasa, hermano?
- Trinchereando
- Milonga del moplo (milonga).
- Navidad en las estrellas
- Para vos campeón.[4]
- Sublime fantasía
- Sembrando milonga (letra de Carlos Rossi).
- Empezá a ganar (letra de Carlos Rossi), grabada por Rossi y Carlos Morel
- Aves ciegas (letra de Miguel Jubany), grabada por Jorge Sobral y Carlos Rossi, ambos acompañados por Montironi
- Petichango
- Escuchame, Brando
- Libertad, yo te canto, grabados por Ernesto Rondó
- Aires criollos (de género «estilo»), compuesto a medias con Antonio Ríos; fue grabada por Montironi junto a Alfonso Pacín en guitarra.[4]
- Cordialmente
- Fantasía ibérica (malagueña).

## Discografía
- 1956: Alfredo Belusi (cantor de tangos).
- 1963: Quinteto Rosarino del Tango
- 1969: Luis Correa (cantor) con el trío de Montironi
- 1979: La voz de Buenos Aires, con el cantor Jorge Sobral
- 1980: Jorge Sobral en España
- A mi manera, con el cantor Jorge Rossi.